# Architecture néogothique à New York
La ville de New York compte plusieurs constructions caractéristiques de l'architecture néogothique. Ces bâtiments conçus essentiellement au XIXe siècle, notamment dans les années 1830 et 1840, s'inspirent des codes architecturaux en vigueur au Moyen Âge.
Parmi les constructions néogothiques les plus célèbres de New York, on compte (par ordre chronologique) :
- Trinity Church (1847)[2]
- Belvedere Castle (1872)
- La Jefferson Market Library (1877)[3]
- Le pont de Brooklyn (1883)[4]
- La cathédrale Saint-Patrick (1888)[5]
- Le Woolworth Building (1913)
- L'église de Riverside (1933)[6]
- La cathédrale Saint Jean le Divin (inachevée)

## Photographies

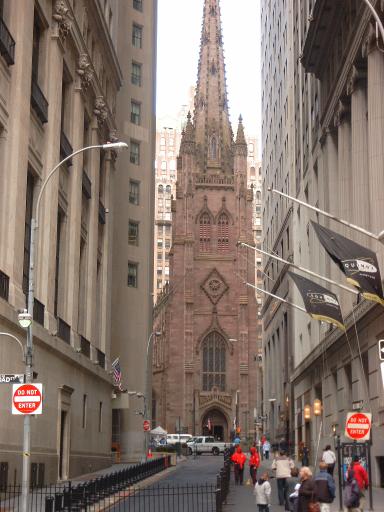
Trinity Church (1847)
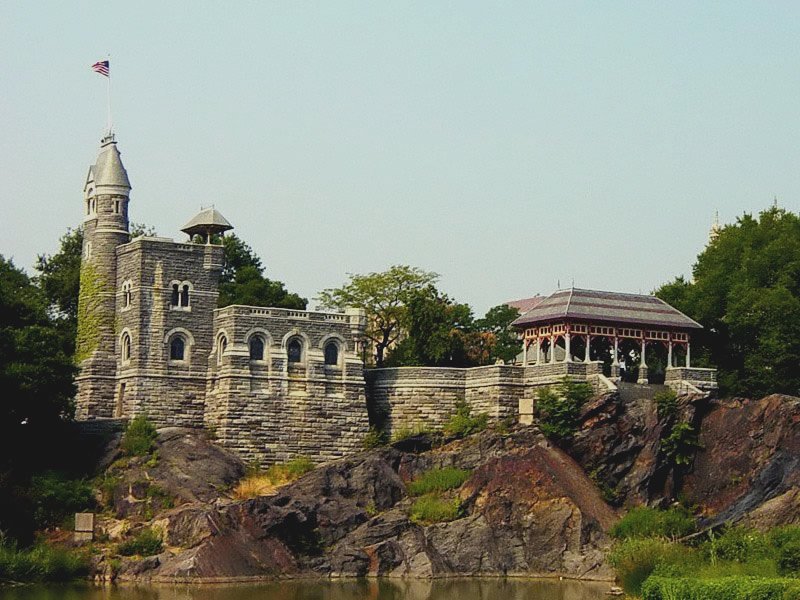
Belvedere Castle (1872)
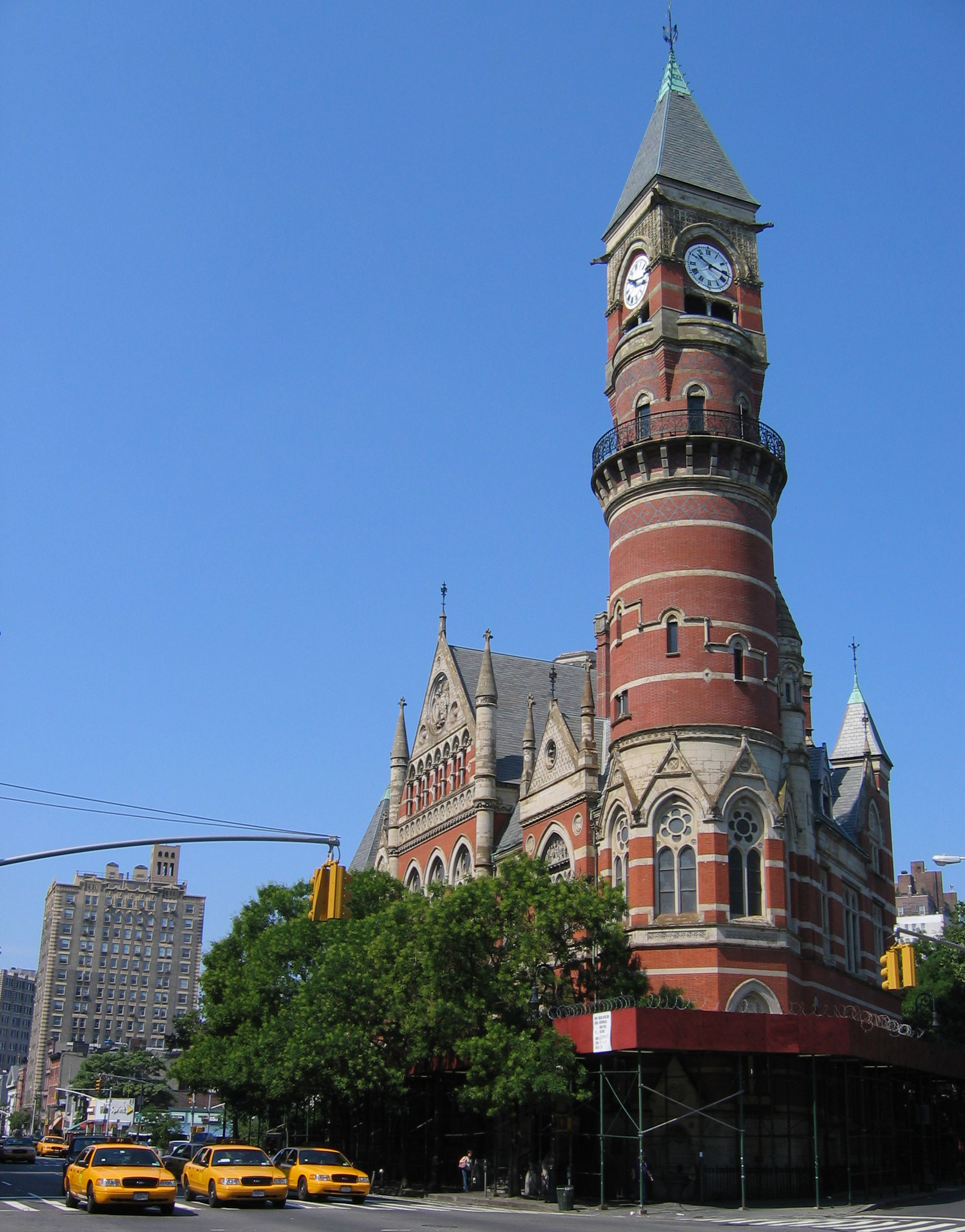
Jefferson Market Library (1877)
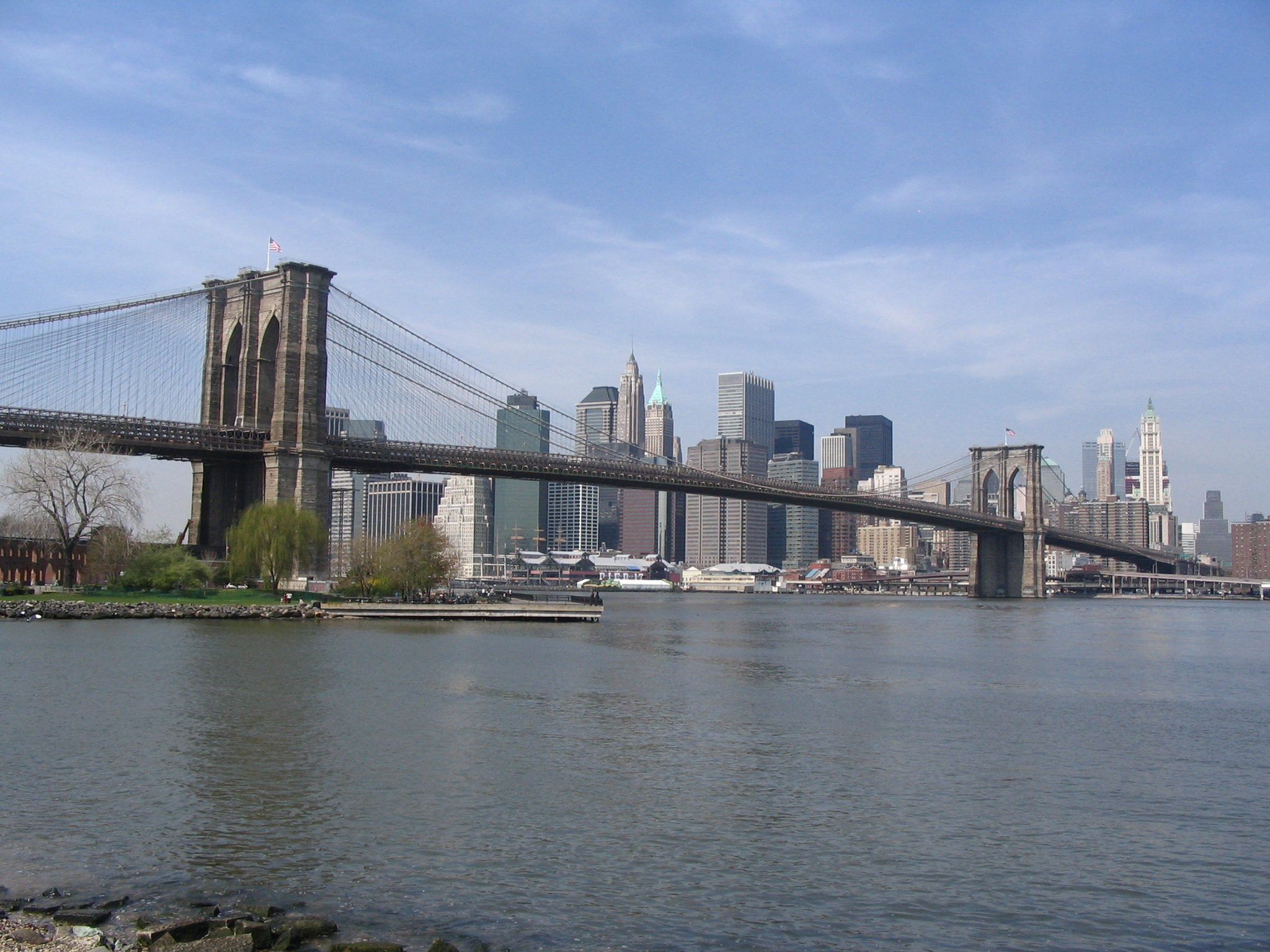
Le pont de Brooklyn (1883)
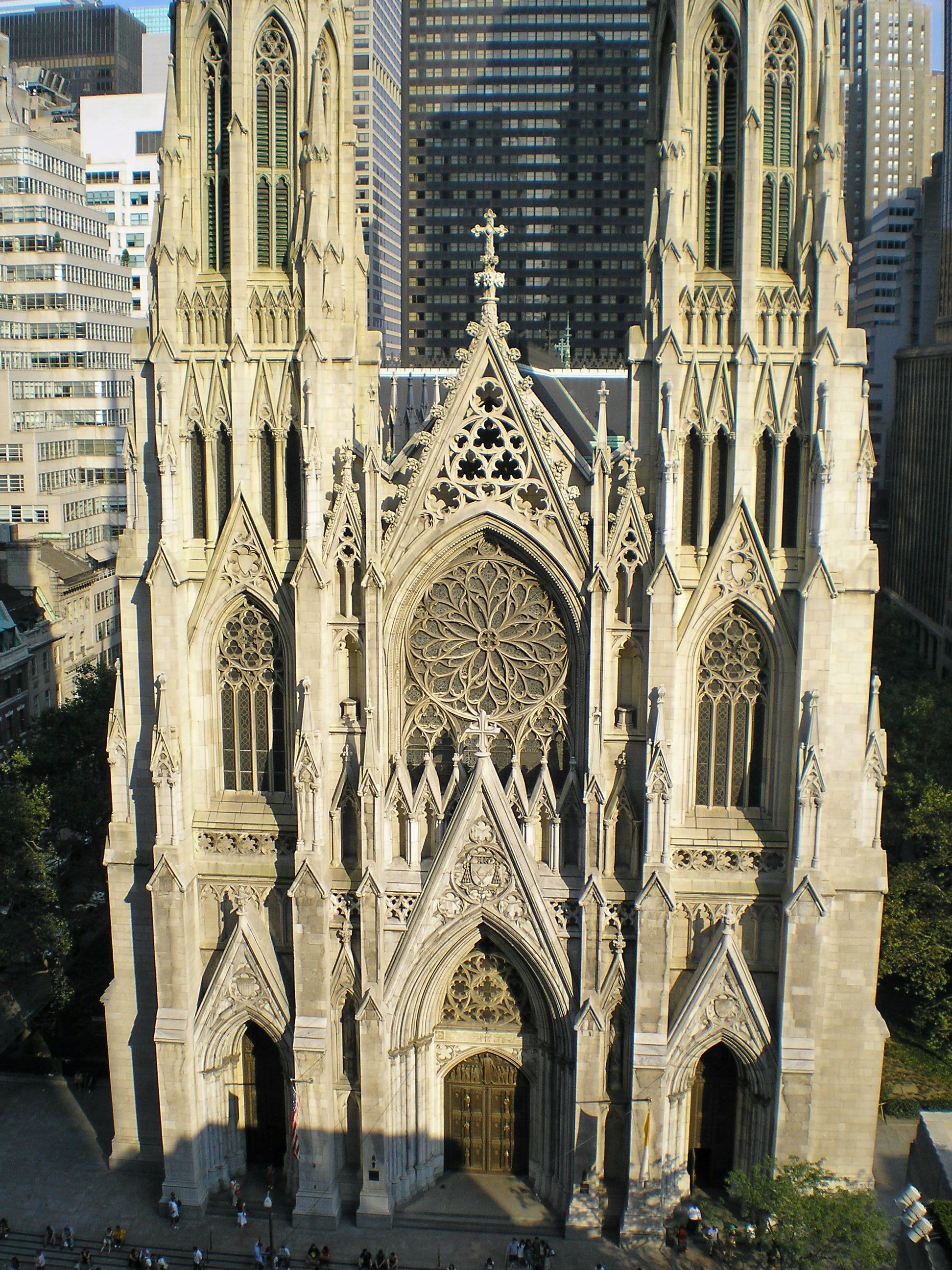
La cathédrale Saint-Patrick (1888)
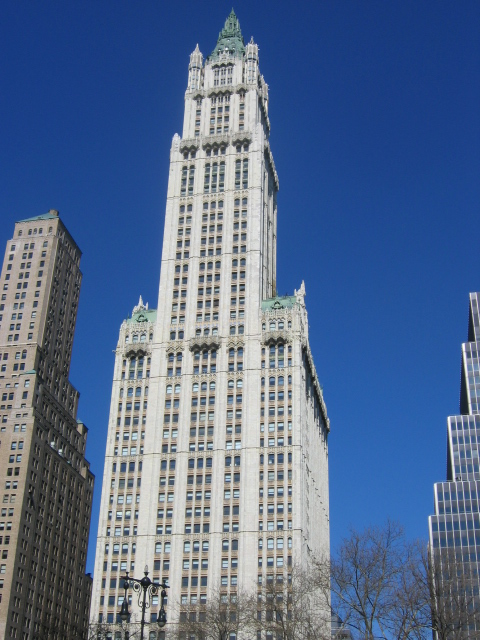
Le Woolworth Building (1913)
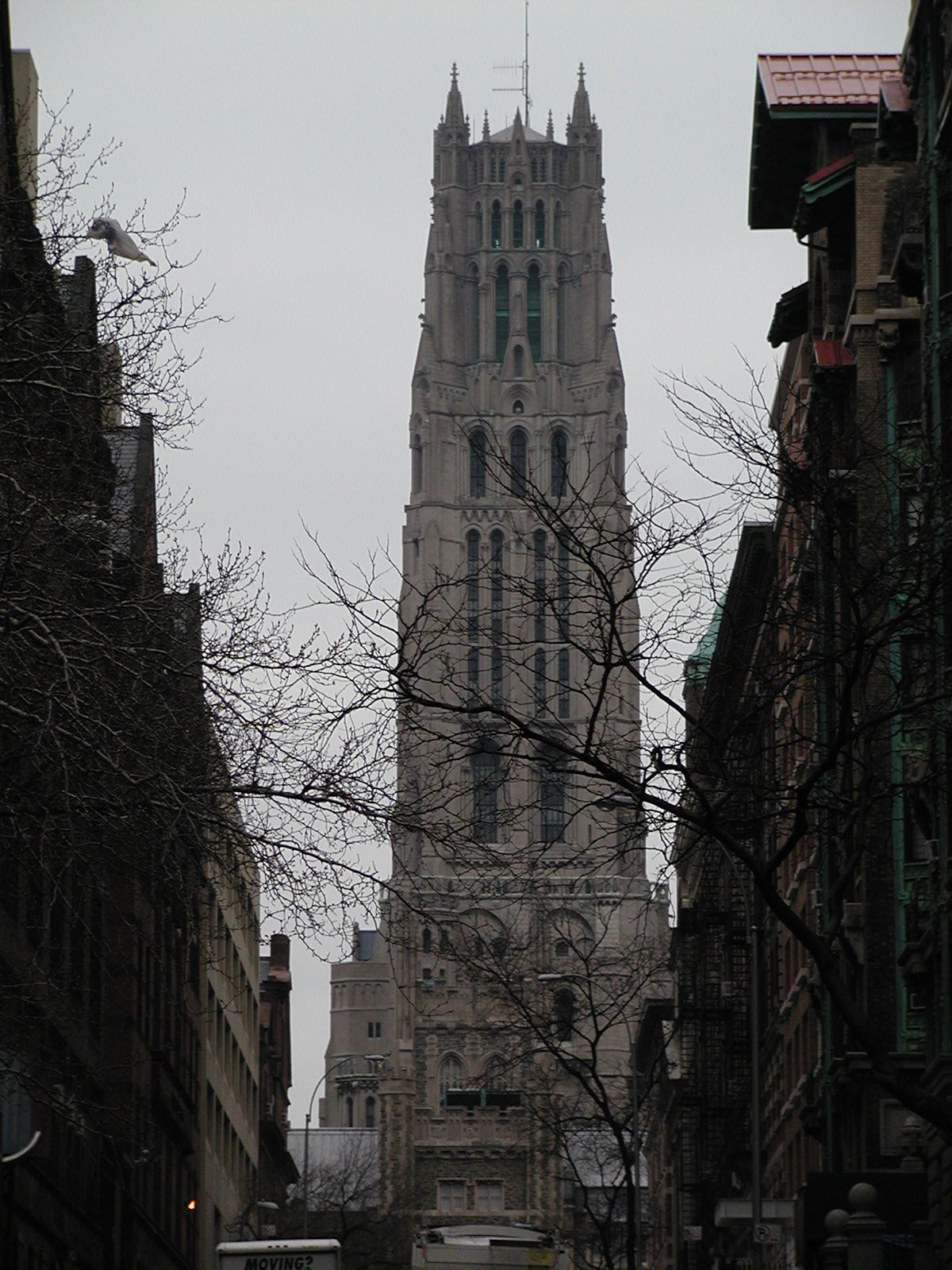
L'église de Riverside (1933)
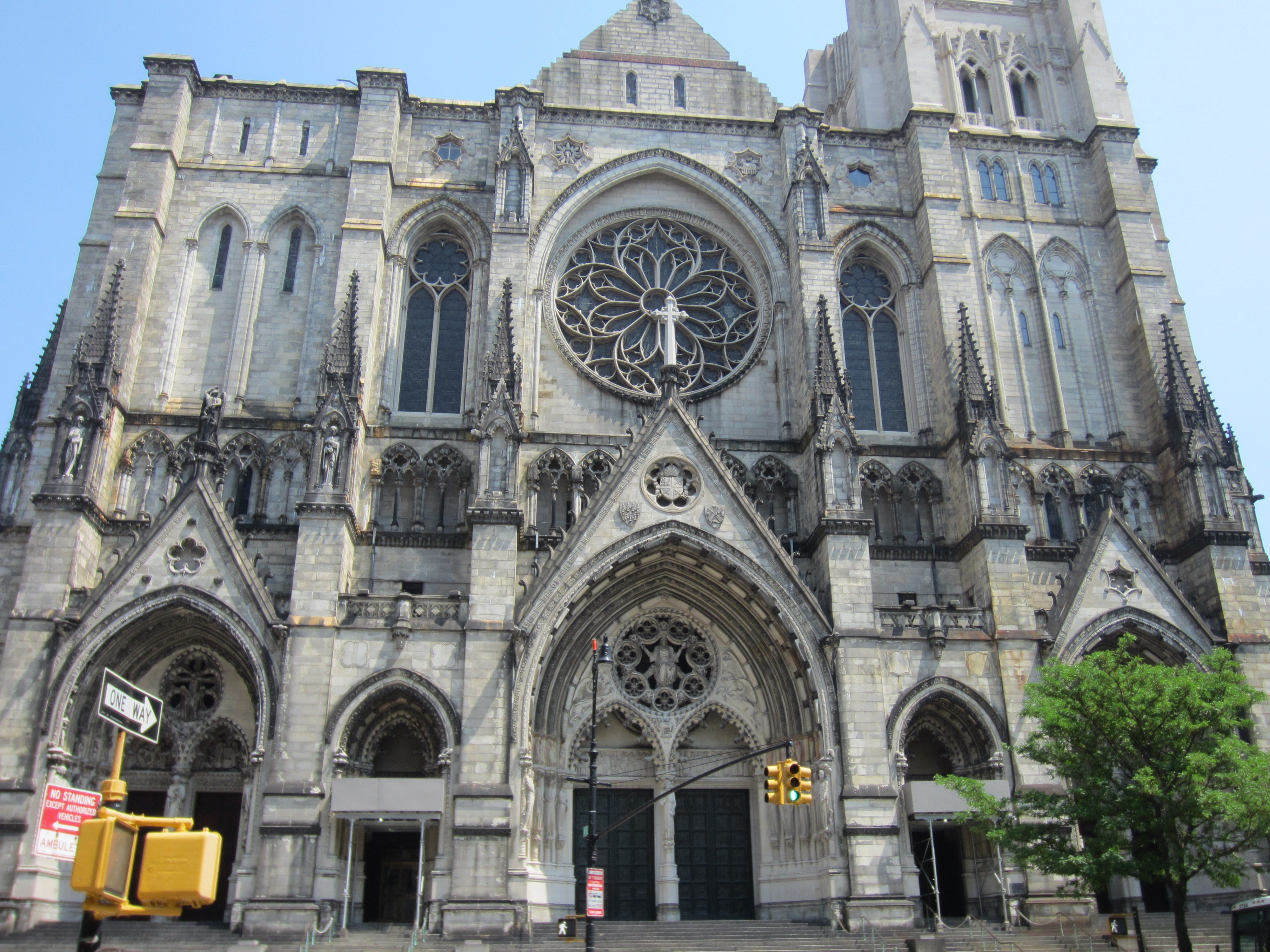
La cathédrale Saint John the Divine (inachevée)